# Rhodesiella indica
Rhodesiella indica är en tvåvingeart som beskrevs av Cherian 1977. Rhodesiella indica ingår i släktet Rhodesiella och familjen fritflugor. Inga underarter finns listade i Catalogue of Life.